# كوامي أوتون
كوامي أوتون كواديو (مواليد 22 ديسمبر 2000)، هو لاعب كرة قدم إماراتي من أصل إفواري يلعب كمدافع في نادي العين الإماراتي.

## مسيرة اللاعب
لعب في الفئات السنية في أسيك أبيدجان و احترف بعدها في الإمارات في نادي خورفكان ونادي العين و حصل على الجنسية الإماراتية في عام 2023.

## وصلات خارجية
- كوامي أوتون على موقع Soccerway.com (الإنجليزية)
- كوامي أوتون على موقع GSA (الإنجليزية)